# Chevaigné
Chevaigné település Franciaországban, Ille-et-Vilaine megyében. Lakosainak száma 2396 fő (2022. január 1.). Chevaigné Saint-Aubin-d’Aubigné, Saint-Sulpice-la-Forêt, Betton, Melesse, Mouazé és Saint-Germain-sur-Ille községekkel határos.

## Népesség
A település népességének változása:
| Lakosok száma | 705  | 972  | 1335 | 1848 | 1958 | 2126 | 2265 | 2325 | 2355 | 2396 |
|               | 1968 | 1982 | 1990 | 2006 | 2013 | 2015 | 2017 | 2019 | 2020 | 2022 |